# Уразовка (Ульяновська область)
Уразовка (рос. Уразовка) — село в Карсунському районі Ульяновської області Російської Федерації.
Населення становить 389 осіб. Входить до складу муніципального утворення Сосновське сільське поселення.

## Історія
Від 2004 року входить до складу муніципального утворення Сосновське сільське поселення.

## Населення
| 2010 |
| ---- |
| 389  |